# Првенство Србије у рагбију 15
Првенство Србије у рагбију 15 је највише рагби јунион (рагби 15) такмичење у Републици Србији, у организацији Рагби савеза Србије.
Ово првенство игра се од 2006. и правни је наследник Првенства Србије и Црне Горе. Првенство игра 4 екипа.

## Прваци Србије у рагбију 15
| Сезона   | Првак               | Вицепрвак                       |
| -------- | ------------------- | ------------------------------- |
| 2006/07. | Победник (1)        | Дорћол                          |
| 2007/08. | Победник (2)        | Партизан                        |
| 2008/09. | Победник (3)        | Партизан                        |
| 2009/10. | Победник (4)        | Партизан                        |
| 2010/11. | Победник (5)        | Партизан                        |
| 2011/12. | Победник (6)        | Краљевски београдски рагби клуб |
| 2012/13. | Победник (7)        | Београдски рагби клуб           |
| 2013/14. | Поништено првенство | Поништено првенство             |
| 2014/15. | Црвена звезда (1)   | Рад                             |
| 2016.    | Црвена звезда (2)   | Партизан                        |
| 2017.    | Рад* (8)            | Партизан                        |
| 2018.    | Партизан (1)        | Рад                             |
| 2019.    | Партизан (2)        | Рад                             |
| 2020.    | Партизан (3)        | Рад                             |
| 2021.    | Партизан (4)        | Рад                             |
| 2022.    | Рад* (9)            | Партизан                        |
| 2023.    | Рад* (10)           | Динамо Панчево                  |

*Напомена: Београдски рагби клуб (БРК) преименован је 2014. године у Београдски Рагби Клуб Црвена звезда, а Победник у Рад. 

## Тимови у сезони 2023
- Рад
- Партизан
- Динамо Панчево
- Торпедо Млава

## Успешност клубова
| Клуб                       | Првак | Други | Година (првак)                                              | Година (други)                            |
| -------------------------- | ----- | ----- | ----------------------------------------------------------- | ----------------------------------------- |
| Победник / Рад             | 10    | 5     | 2007, 2008, 2009, 2010, 2011, 2012, 2013, 2017, 2022, 2023. | 2015, 2018, 2019, 2020, 2021.             |
| Партизан                   | 4     | 7     | 2018, 2019, 2020, 2021.                                     | 2008, 2009, 2010, 2011, 2016, 2017, 2022. |
| КБРК / БРК / Црвена звезда | 2     | 2     | 2015, 2016.                                                 | 2012, 2013.                               |
| Динамо Панчево             | -     | 1     | -                                                           | 2023.                                     |
| Дорћол                     | -     | 1     | -                                                           | 2007.                                     |